# Aggie van der Meer
Agatha Augusta Maria van der Meer-van der Klei  (Bolsward, 2 september 1927 – aldaar, 12 augustus 2023), bekend als  Aggie van der Meer, was een Nederlandse schrijfster van romans, poëzie en toneel. Zij schreef in het Fries. Zij was actief in de vredesbeweging en zette zich in voor sociale en biologische duurzaamheid in Friesland.

## Biografie
Omdat haar middelbareschooltijd samenviel met de Tweede Wereldoorlog kon Van der Meer in haar jeugd geen opleiding afronden. Als volwassene volgde ze een opleiding tot tekenlerares. Zij heeft tekenles gegeven aan de openbare mavo in Bolsward. Rond 1970 ging ze samen met haar man tuinen ontwerpen en aanleggen. Zij was maatschappijkritisch en representeerde de vele tientallen Friese kernen van het Interkerkelijk Vredesberaad, de belangrijkste vredesbeweging in de jaren '70 en '80, later Leefbaar Friesland, een beweging die zich inzet voor sociale en biologische duurzaamheid.
Van der Meer overleed op 12 augustus 2023 op 95-jarige leeftijd.

## Literair werk
Van der Meer had in 1964 al het kinderboek It kemiel fan omke Romke gepubliceerd en later ook nog enkele gedichten in de literaire tijdschriften Hjir, Tzum en het digitale tijdschrift Kistwurk. Haar literaire werk dateert echter voor het overgrote deel van na 2000, toen ze was gestopt met haar werk voor de vredesbeweging en Leefbaar Friesland. 
In 2000 debuteerde ze met de dichtbundel De stêd, it bist, de ingel, dat in 2004 ook als toneelstuk is opgevoerd. Haar tweede dichtbundel Hân oan ‘e muorre volgde in 2002. Dat jaar publiceerde ze ook haar eerste roman, Lytse roman fan Jon Fels. In de volgende jaren publiceerde Van der Meer met regelmaat poëzie, proza en toneelwerk. Teugkerende thema’s in haar werk zijn het menselijke streven naar macht en egoïsme. 

### Stijl
De stijl van Aggie van der Meer wordt beschreven als poëtisch. Zij had een rijke taal en gebruikte vaak beeldspraakvormen die gebaseerd zijn op de Bijbel, de natuur of de klassieke literatuur. Haar verteltrant is tegelijkertijd helder, hoewel over haar poëzie ook wordt gezegd dat de overdaad aan metaforen de toegankelijkheid niet ten goede komt.

### Prijzen
Voor de roman Oerfeart ontving Van der Meer in 2011 de Piter Jellesprijs. In 2019 kreeg ze de Gysbert Japicxprijs. De prijs werd haar toegekend voor haar hele oeuvre, al was ze oorspronkelijk genomineerd voor de roman De Achttjin.